# Balaklava
Balaklava este un oraș, centru administrativ al raionului omonim din Republica Autonomă Crimeea din Ucraina. Are cca 30 mii de locuitori. Este situat la câțiva kilometri sud de Sevastopol, pe țărmul unui golf penetrant al Mării Negre. În perioada sovietică a fost o importantă bază a FMM a URSS, fiind „oraș-închis”. Este un important centru turistic, vizitat pentru peisajul de excepție, dar și pentru numeroasele monumente de arhitectură, inclusiv cetatea genoveză Cembalo (sec. XIII-XV) și Mănăstirea „Sf. Gheorghe” (sec. IX-XIX).

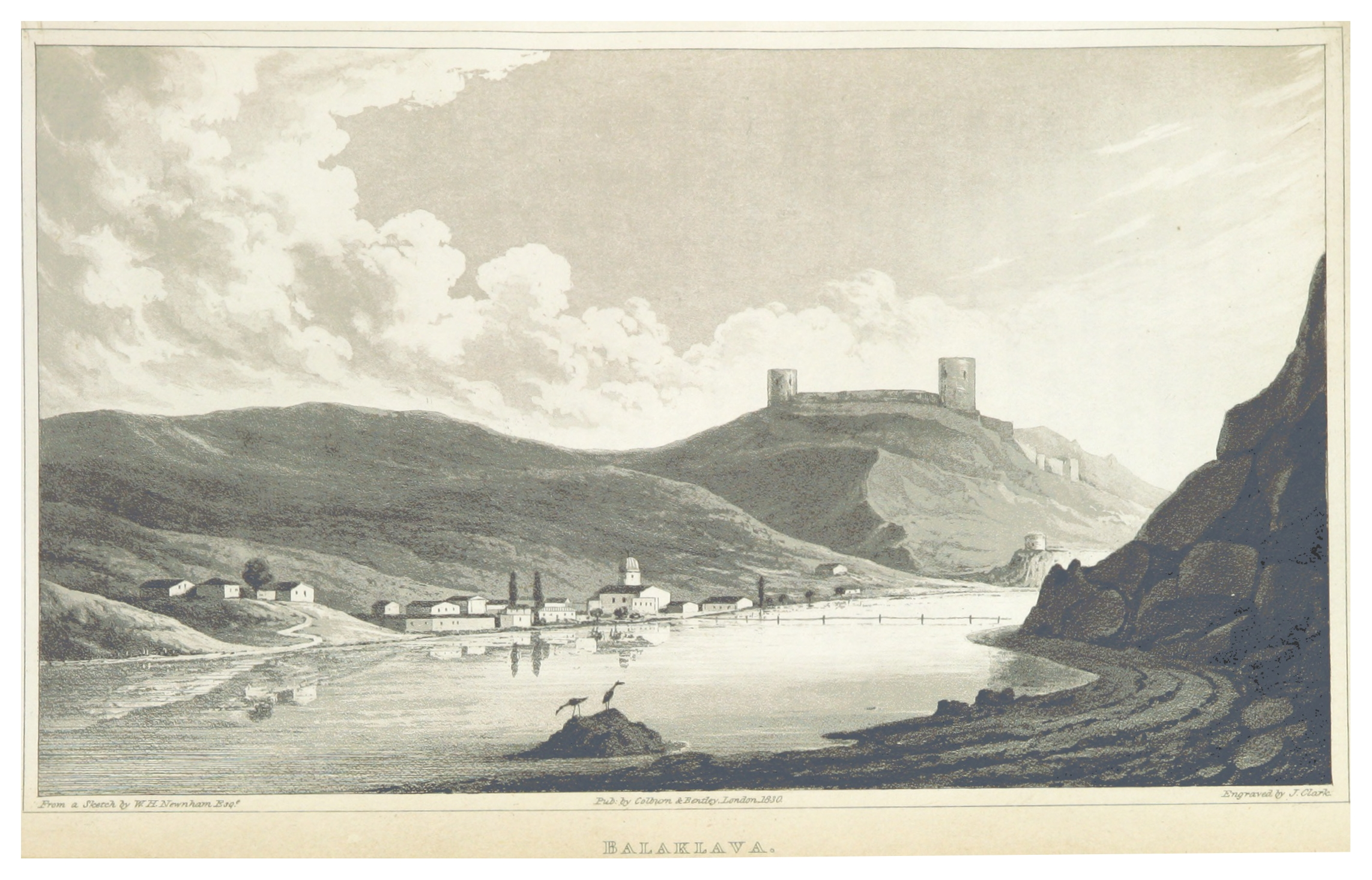
Balaklava, 1830
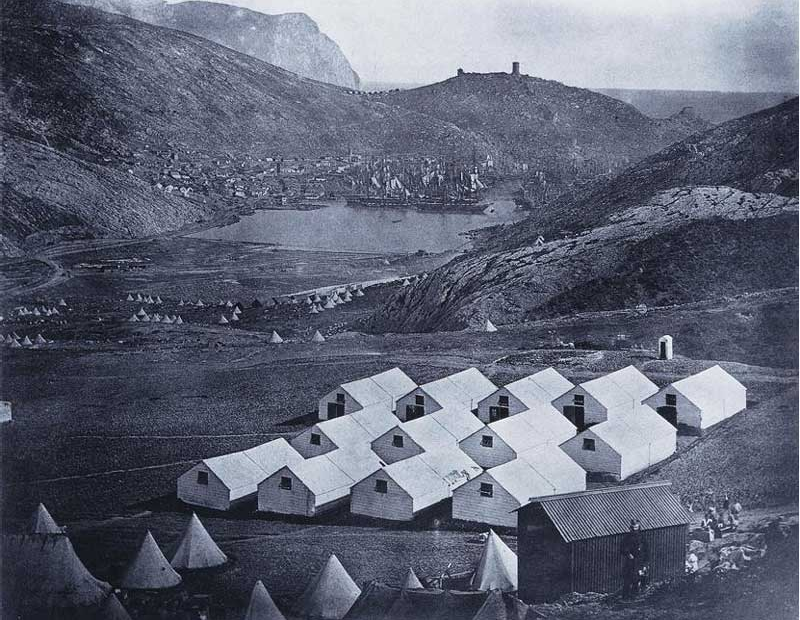
Tabăra militară engleză, 1854-1855
Golful Balaklava (vedere de pe dealul cetății)
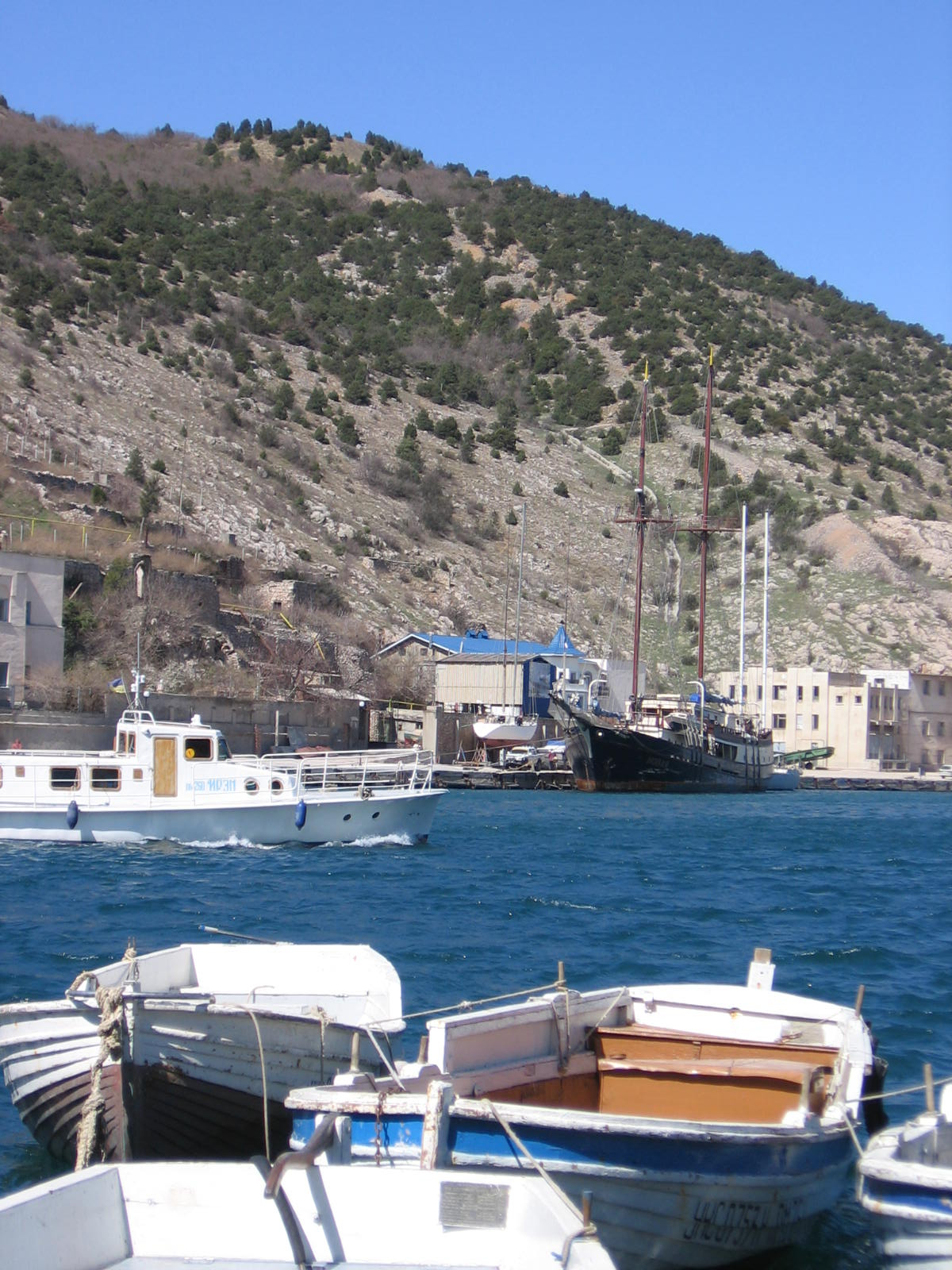